# Mil Mi-6
Mil Mi-6 (Cirilic Миль Ми-26, NATO: "Hook") a fost un elicopter de transport greu de dimensiuni foarte mari introdus de Uniunea Sovietică în 1959. 